# 6767 Shirvindt
A 6767 Shirvindt (ideiglenes jelöléssel 1983 AA3) a Naprendszer kisbolygóövében található aszteroida. Ljudmila Georgijevna Karacskina fedezte fel 1983. január 6-án.